# Cupid (lune)
Pour le titre musical, voir Cupid.
Cupid est un satellite naturel d'Uranus du groupe de Portia. 

Schéma du système uranien indiquant la position de Cupid.

Il fut découvert par l'équipe de Mark Showalter en 2003 à l'aide du télescope spatial Hubble (le deuxième satellite d'Uranus à être découvert de la sorte). Il porte le nom d'un personnage de la pièce Timon d'Athènes de William Shakespeare. Sa désignation provisoire était S/2003 U 2.
Cupid était trop sombre pour pouvoir être détecté lors du passage de la sonde Voyager 2 dans le système d'Uranus.
L'orbite de Cupid ne diffère de celle de Belinda que de 500 km. Il est donc possible qu'elle soit instable.